# Apacrochaeta columbiensis
Apacrochaeta columbiensis är en tvåvingeart som beskrevs av Oswald Duda 1927. Apacrochaeta columbiensis ingår i släktet Apacrochaeta och familjen daggflugor. Inga underarter finns listade i Catalogue of Life.